# Boot Camp (logiciel)
Pour les articles homonymes, voir Boot Camp.
Boot Camp est un logiciel propriétaire de type boot loader (chargeur d'amorçage), édité par Apple, permettant de lancer le système d'exploitation Microsoft Windows sur les ordinateurs de type Mac (version Intel). Les versions 64 bits de Windows 7 sont supportées avec Boot Camp 5, Windows 8.1 et Windows 10 étant compatibles avec la version 6, la dernière version.
Il a été dévoilé le 5 avril 2006 en version bêta pour Mac OS X Tiger (version 10.4) et est intégré, en version 2, au  système d'exploitation Mac OS X Leopard (version 10.5) et en version 3 au système Mac OS X Snow Leopard (version 10.6). La version bêta pour Mac OS X 10.4 a été retirée du téléchargement lors de la sortie de Leopard.
Les Mac Intel utilisent une interface d'initialisation nommée EFI. Windows ne gère pas ce firmware de façon native, mais uniquement son prédécesseur, le BIOS, ou l'UEFI. Un prérequis à l'installation de Boot Camp sur les premiers Mac Intel commercialisés a donc été la mise à jour de l'EFI afin que celui-ci émule en quelque sorte un BIOS pour pouvoir exécuter Windows (c'est ce qu'on appelle un legacy boot, en français, "Ancien démarrage").

## Présentation
La partie visible de Boot Camp pour l'utilisateur se situe à deux emplacements : 
Le premier est un programme pour Mac OS X nommé « Assistant Boot Camp » situé dans le dossier « Utilitaires » du dossier « Applications ». Cet assistant aide l'utilisateur à installer Windows en quatre étapes :
- Un flash de clé USB pour Windows 8.1 et Windows 10, avec le fichier ISO de ce système d'exploitation. Cette étape rend une clé USB démarrable (bootable) sur un ordinateur (pas forcément un Mac) afin d'Installer Windows.
- Le téléchargement des fichiers de compatibilité entre Windows et macOS (drivers). Cette étape télécharge et copie les fichiers des drivers pour que le système Windows soit compatible avec le matériel du Mac. Par exemple, pour que Windows ait une disposition de clavier Apple, il faudra installer les drivers. Pour modifier la luminosité de l'écran, il faudra installer les drivers.
- La création d'une partition supplémentaire sur le disque dur, ou bien le choix d'un autre disque interne s'il existe afin d'y installer Windows. (Il n'est pas possible d'installer Windows sur un volume externe). Cette étape "divise" (partitionne) le disque dur en deux pour pouvoir y accueillir Windows.
- Le lancement proprement-dit de l'installation de Windows : l'assistant demande d'insérer la clé USB d'installation créée auparavant de Windows et s'occupe de faire redémarrer la machine à partir de cette clé USB d'installation.

Les drivers sont essentiels aux services de Boot Camp. Ils assurent une compatibilité avec le matériel Apple sous Windows.
Dans la dernière version bêta de Boot Camp (la 1.4) la quasi-totalité des fonctionnalités des ordinateurs Apple à processeur Intel sont accessibles sous Windows, y compris Apple Remote ou encore le rétro-éclairage des touches sous MacBook Pro, ainsi que les capteurs de luminosité ambiante. La correspondance des différents claviers Apple est totalement opérante, y compris les touches de « commande matérielle » comme le son, la luminosité, l'éjection de disques ainsi que le rétro-éclairage du clavier, dont l'utilisation provoque l'affichage des mêmes symboles en transparence de Mac OS X, sur le bureau de Windows.
La version finale des pilotes Windows de Boot Camp, la 2.0 intégrée au DVD de Leopard et la 3.0 intégrée au DVD de Snow Leopard, intègrent les pilotes 32 bits pour Windows XP Windows Vista et Windows 7 et 64 bits pour Windows Vista et Windows 7.
La dernière version des pilotes Windows de Boot Camp (6.1.3) intègre les pilotes Windows pour tout le matériel Apple intégré à l'ordinateur, pour les versions 64 bits de Windows 8.1 et Windows 10.
L'arrivée des puces Apple Silicon en 2020 sonne le glas de l'utilisation des processeurs historiques d'Intel dans la fabrication de nouveaux Macs, et par conséquent de la compatibilité de Boot Camp sur les nouveaux Macs mis en circulation. Selon Craig Federighi, vice-président chargé de l’ingénierie logicielle chez Apple, le fonctionnement de Boot Camp sur les nouveaux Macs équipés de puces Apple Silicon est toujours possible, moyennant une adaptation de Microsoft sur ses propres softwares en créant, notamment, une nouvelle version ARM de Windows proposant un mode x86 pour les applications.

## Versions

### Version 1.1.1
La mise à jour de Boot Camp en version 1.1.1 a permis d'avoir de nouveaux pilotes disponibles :
- iSight,
- Nouvelles touches du clavier prises en charge,
- Prise en charge du Trackpad,
- Correction de quelques bugs,
- Clic droit en appuyant sur la touche Pomme de droite.

### Version 1.1.2
Le 31 octobre 2006, Boot Camp est passé en version 1.1.2. Cette mise à jour apporte :
- la prise en charge du MacBook Pro Core 2 Duo,
- la résolution du problème avec le modem Apple,
- l'amélioration du clic droit ainsi que la fonction de défilement du trackpad,
- résout des problèmes de mise en veille inopinée,
- améliore les paramètres internationaux ainsi que le Wi-Fi,

### Version 1.2 (Beta)
Date de sortie : 29 mars 2007. Nouveautés :
- support de Windows Vista,
- support de l'Apple Remote.

### Version 1.4 bêta
Date de sortie : 9 août 2007. Prise en charge du rétroéclairage du clavier (MacBook Pro uniquement).
- Association avec la télécommande Apple Remote,
- Pilotes de cartes graphiques mis à jour,
- Programme d'installation des pilotes Boot Camp amélioré,
- Meilleure prise en charge du clavier international,
- Mise à jour Aide Windows pour Boot Camp.

Actuellement la version 1.4 bêta de Boot Camp s'exécutant sous Mac OS X Tiger n'est plus mise à jour. Il en est de même pour les pilotes windows associés.
Toute volonté de faire évoluer Boot Camp passe par la nécessaire installation de Mac OS X 10.5 Leopard ou 10.6 Snow Leopard.

### Version 2.0
Sorti le 26 octobre 2007, en même temps que Mac OS X 10.5 Leopard. Intégration des pilotes 64 bits pour Windows Vista.

### Version 2.1
Sorti le 24 avril 2008. Mise à jour téléchargeable directement sur le site d'Apple ou via l'Apple Software Update sous Windows.

### Version 3.0
Sorti le 28 août 2009. Mise à jour disponible sur le DVD d'installation de Mac OS X 10.6 Snow Leopard.

### Version 3.1
Sorti le 19 janvier 2010. Mise à jour des périphériques Apple pour Windows. Correction de problèmes majeurs sur les iMac 27", de dernière génération, tel que des crash des pilotes audio/vidéo. Prise en charge d'installation Windows 7 en version 32 bits ou 64 bits.

### Version 3.2
Sorti le 18 novembre 2010. Mise à jour essentiellement pour les Mac récents. Correction de plusieurs bogues critiques et support de la carte ATI Radeon HD5870 récemment mise en vente sur l'Apple Store pour les Mac Pro, pour l'adaptateur USB Ethernet et le SuperDrive des MacBook Air, ainsi qu'une meilleure prise en charge du Magic Trackpad (clic droit en appuyant en bas à droite par exemple).

### Version 6.1.3
Cette version apporte de nouvelles fonctionnalités liées aux drivers et permet aux nouveaux macs de rester compatibles avec Windows. Elle apporte des mises à jour de drivers, la compatibilité avec Windows 10 et des mises à jour d'interface, en remplaçant "Redémarrer sous OSX" par "Redémarrer sous macOS", par exemple.